# Kószalégyfélék
A kószalégyfélék (Rhagionidae) a rovarok (Insecta) osztályába és a kétszárnyúak (Diptera) rendjébe tartozó család.

## Előfordulásuk
A kószalégyfélék csaknem egész Európában honosak. Sehol sem gyakoriak. E család ismertebb faja, különösen az eredők fatörzsein látható, amint fejjel lefelé pihenve megfigyelhető nagy kószalégy (Rhagio scolopaceus)

## Megjelenésük
A kószalégyfélék kis és közepes nagyságú, karcsú, többnyire sárga potrohú legyek. Fejük félgömb alakú, szemük nagy, a hímeké csaknem összeér. Toruk rövid, potrohuk hosszú, hegyes. Testtartásuk jellegzetes: pihenés közben fejjel lefelé üldögélnek a házak falán, fák törzsén, kerítésen vagy karókon. Eközben szárnyukat kissé elállóan tartják, testük elülső részét pedig felemelik.

## Életmódjuk
A kószalégyfélék kertek és rétek, erdőszélek és bozótosok lakója. Ragadozó életmódot folytatnak.

## Szaporodásuk
A nőstények korhadó anyagokba egyesével rakják a petéiket. Az ott kifejlődő lárvák bomló növényi és állati anyagokkal táplálkoznak, de rovarlárvákat és férgeket is fogyasztanak.

## Rendszerezés
Az Atherix Meigen nem (és rokonai) és a Vermileo Macquart nem (és rokonai), manapság már nem tartoznak a kószalégyfélék családjához, hanem külön családokat alkotnak, mint Athericidae Stuckenberg 1973 és Vermileonidae Nagatomi 1977.
A következő 6 nem Európában él:
- Chrysopilus
- Ptiolina
- Rhagio
- Spania
- Spatulina
- Symphoromyia

A következő 8 nem él a Nearktikus zónában :
- Arthroceras
- Bolbomyia
- Chrysopilus
- Litoleptis
- Ptiolina
- Rhagio
- Spania
- Symphoromyia

A következő 2 nem Japánban él:
- Arthroceras
- Chrysopilus